# Schouwburg van De Witte

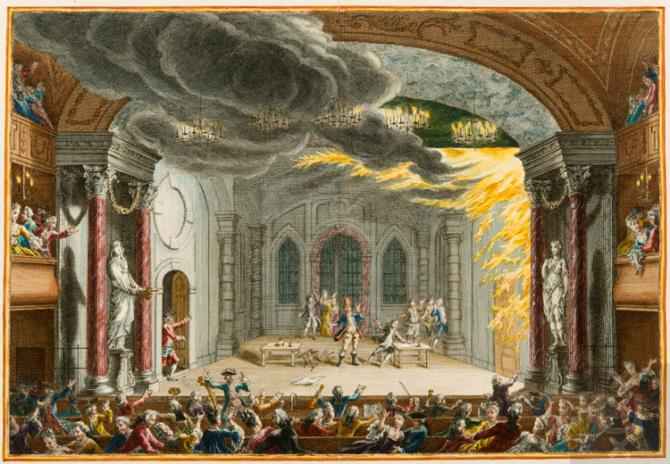
Brand tijdens de voorstelling van De Deserteur (1772)

De Schouwburg van de Witte was de door Jacob Eduard de Witte ontworpen Stadsschouwburg van Amsterdam in de jaren 1774-1890. In tegenstelling tot de Schouwburg van Jacob van Campen en Philip Vingboons bevond het zich niet aan de Keizersgracht, maar bij de Leidsepoort. Ruim een eeuw heeft het gebouw dienst gedaan als theater, tot het in 1890, net als zijn voorganger, volledig afbrandde.

## De brand (1772)
Op 11 mei 1772 werd tijdens een voorstelling van het Vlaamse toneelstuk De Deserteur een fatale fout gemaakt met een van de kaarsen. In mum van tijd brandt de Schouwburg van Vingboons volledig uit. 18 mensen, waaronder de stadsarchitect Cornelis Rauws, kwamen om. De rampzalige brand van de Schouwburg kwam voor velen als een schok. In bijna 200 pamfletten werd de ramp becommentarieerd, sommigen zagen het als een voorteken van Gods toorn voor het opvoeren van onzedelijke toneelstukken, terwijl anderen vooral om de slachtoffers rouwden en het betreurden dat de trotse Schouwburg ten onder was gegaan. Uiteindelijk werd in datzelfde jaar nog een commissie ingesteld dat moest gaan kijken naar de mogelijkheden voor een nieuwe Schouwburg. De commissie kwam tot de conclusie dat een nieuwe Schouwburg nuttig en nodig was.

## Bouw en inrichting

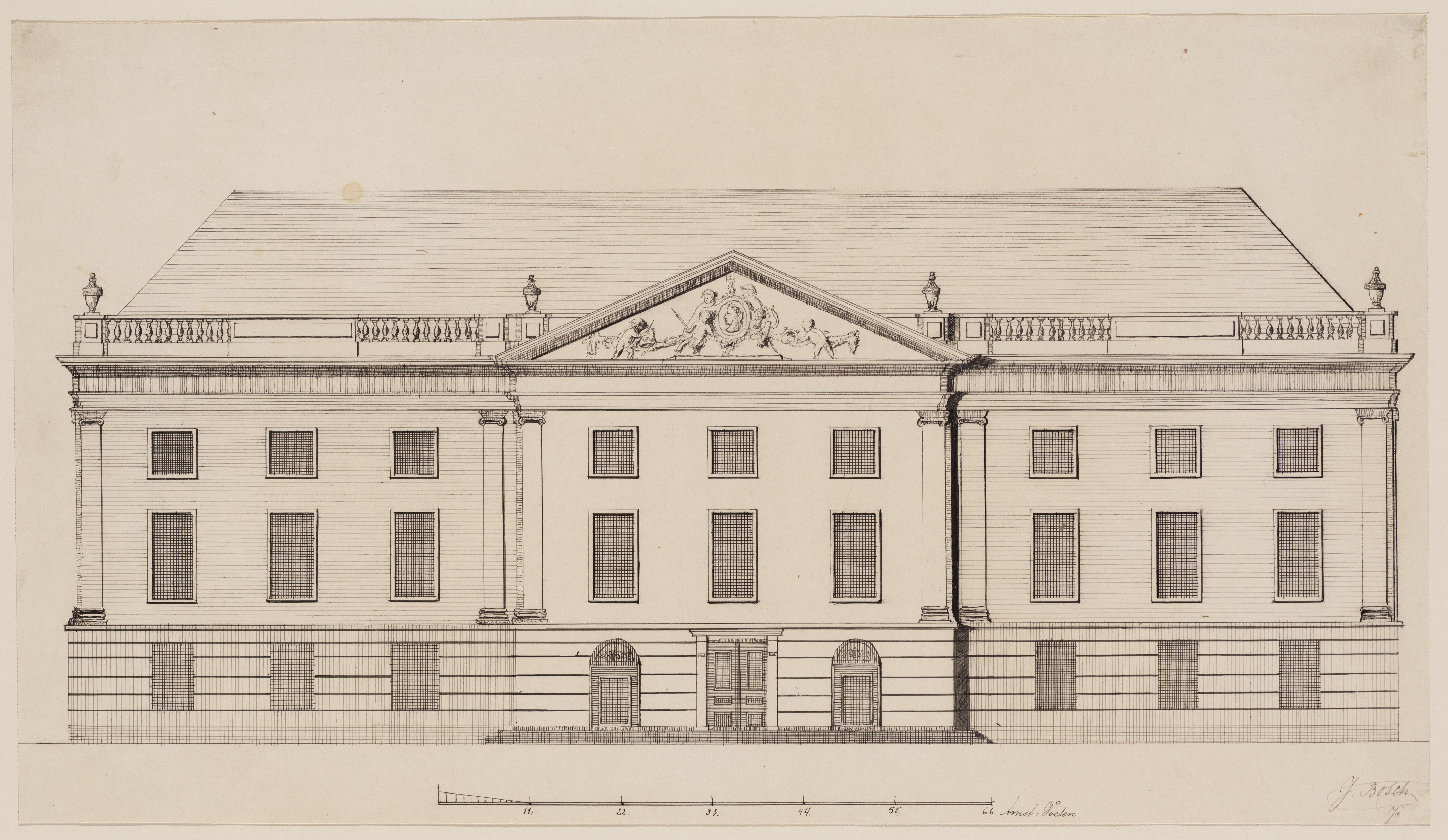
Vooraanzicht Schouwburg Jacob Eduard de Witte

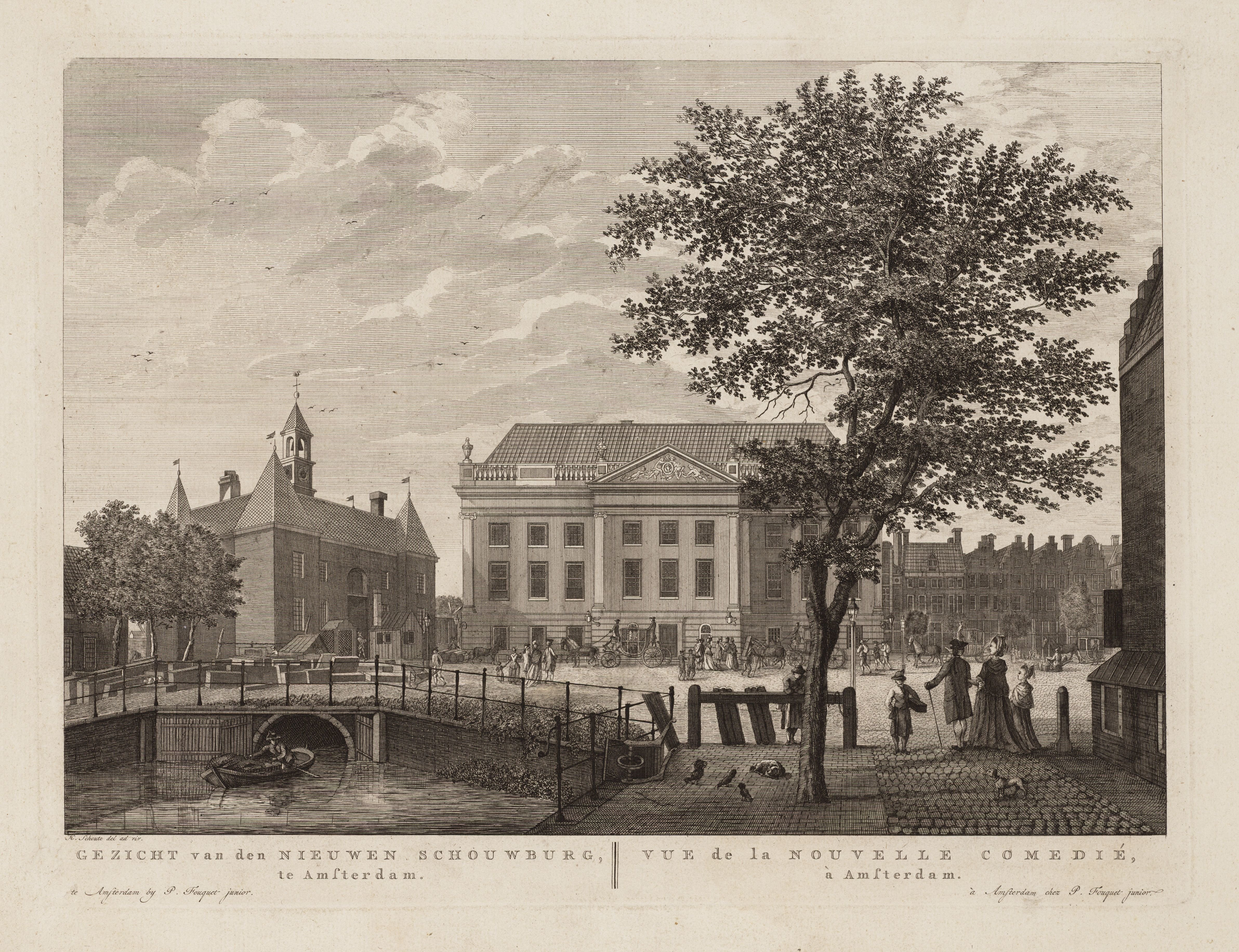
De Schouwburg van Jacob Eduard de Witte, bij de Leidse Poort (1774)

Het stadsbestuur van Amsterdam besloot om bij de Leidse Poort, het huidige Leidseplein, een nieuwe schouwburg neer te zetten. Jacob Eduard de Witte, oud militair ingenieur en sinds 1772 de opvolger van Rauws als directeur van de Amsterdamse stadswerken, kreeg de opdracht om een nieuw theater te ontwerpen. Aangezien de Oudemanhuispoort en het Burgerweeshuis niet in staat waren om het bouwproject zelfstandig te kunnen financieren, schoot het stadsbestuur de benodigde kosten (bijna 130.000 gulden) grotendeels voor. Om toch kosten te besparen werd, ondanks de brand van de vorige Schouwburg, het gehele gebouw, afgezien van de stenen voetmuur, van hout gemaakt. Tegen het lawaai van de poortklok en het nabijgelegen rijtuigenparkeerplaats werd een dubbele muur gevuld met zaagsel en turf opgezet. Tijdens de bouw werd een houten loods opgesteld die als tijdelijk theater in gebruik werd genomen. De publieke inwijding van de Schouwburg vond plaats op 17 september 1774.
Het classistische theater kreeg uiteindelijk een omvang van 45 bij 22,75 meter, een hoogte van 11 meter en had een stenen voetmuur van ongeveer 90 centimeter hoog. Om toch de illusie van steen te verbeelden werd het hout in een steenachtige kleur geschilderd. Desondanks kreeg de schouwburg, door het overmatige gebruik van hout, al snel de misgenoegende bijnaam 'de Houten Kast' of de 'Houten loods'. Het interieur had aanvankelijk nagenoeg dezelfde indeling als de vorige Schouwburg, incluis een schuifcoulissendecor en toneelmachines. Rond 1783 werden enkele nieuwe loges bijgebouwd, in 1790 kwam er een derde balkon bij. In totaal had het gebouw een capaciteit voor 865 tot wel 1600 toeschouwers. Prijzen voor plaatsen varieerden in de 18e eeuw van 6 stuivers voor de goedkoopste plekken, tot ƒ2,60 voor een plaats op het balkon. In 1872 werd de Schouwburg ingrijpend verbouwd. Er kwam een stenen ombouw aan de buitenkant bij en werden er meerdere ruimtes, waaronder een foyer, bibliotheek en overige kamers, bij aangebouwd. Tijdens de viering van de verjaardag van Willem III op 20 februari 1890 raakte de Schouwburg door het afgestoken vuurwerk in brand, ditmaal zonder rampzalige gevolgen. Op de plek van het afgebrande gebouw is de huidige Stadsschouwburg tussen 1892-1894 gebouwd.